# Papierfabrik Blankenberg

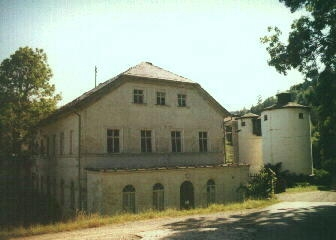
Herrenhaus der ehemaligen Papierfabrik

Die Papierfabrik Blankenberg ist heute ein Museum in Blankenberg mit dem Namen Alte Papierfabrik Blankenberg. Die Adresse lautet Issigauer Straße 22. Bis Dezember 1993 wurde in der Papierfabrik produziert. Die Fabrik war damals ein Betriebsteil der Zellstoff- und Papierfabrik Rosenthal in Blankenstein. Von 2001 bis November 2008 war das Museum in privater Hand und ging dann in Gemeindebesitz über.

## Geschichte 1371–1893
Die Erwähnung einer Mühle, an diesem Standort, erfolgt urkundlich bereits 1371. Als Kaiser Karl IV. mit seinem Sohn Wenzel am 23. März von den Vögten von Gera die Feste Blankenberg kaufte, wurde unter anderen ausdrücklich die Mühle hervorgehoben. Hier handelt es sich um die Wassermühle, die auf einer Karte aus dem Jahr 1757 noch eingezeichnet ist, heute aber nicht mehr besteht. Auf der erwähnten Karte findet sich außerdem eine Papiermühle angegeben, die sich ab 1784 im Besitz des Papierhändlers Johann Wolfgang Rahm befand. Diese soll nach noch unbestätigten Angaben um 1700 als Mahlmühle und kurz nach 1730 als Papiermühle existiert haben. Um 1787 pachtete der Papiermüller Adam Erdmann Flinsch diese und kurz darauf erwarb dieser die Papiermühle käuflich. Ferdinand Traugott Flinsch führte 1843 die maschinelle Papierherstellung in Blankenberg ein.

## Übernahme durch die Familie Wiede 1894–1900
Bis 1894 waren die Gebrüder Flinsch die Eigentümer. Am 6. Dezember 1894 erfolgte der Verkauf der Anlage an Gotthelf Anton Wiede, den Eigentümer der Wiedes Papierfabrik Rosenthal im benachbarten Blankenstein. Das Kaufobjekt bestand aus einer Papierfabrik mit Zubehör, Wald, Wiesen und Feldern und dem alten Hammerwerk Katzenhammer nebst Wohnhaus und Stallgebäuden und dem Dorfhaus Nr. 102. Das Herrenhaus mit Garten sowie ein 80 Hektar umfassender Wald auf bayerischer Seite kam noch hinzu. 1899 kam noch der Wolfstein mit eigener Jagdgerechtigkeit hinzu.
Da die Papierfabrik keine Bahnverbindung besaß und der Geschirrtransport nach Marxgrün über Issigau sehr kostenträchtig war, wurde die Feldbahn Blankenberg an der Saale entlang zum Hauptwerk Rosenthal in Blankenstein verlegt. Die Straße nach Blankenberg musste untertunnelt werden und über die Saale eine Brücke gebaut werden. Die Bruckwagen für die Anlieferung von Zellstoff, Holzschliff, Kaolin, Leim, Alaun, Kohle sowie anderer Materialien zur Papierfabrik Blankenberg und den Rücktransport des fertigen Papieres ins Hauptwerk Rosenthal in Blankenstein wurden mit Pferden gezogen. Deshalb wird diese Strecke „Pferdebahn“ genannt.
Das gesamte Jahr 1895 verging mit dem Ausbau der Papierfabrik Blankenberg. Die vorhandene Papiermaschine mit 1,50 m Arbeitsbreite, 1841 aus England importiert, wurde durch Anbau mehrerer Trockenzylinder und Erweiterung der Siebpartie leistungsfähiger gemacht. Der Antrieb der Papiermaschine erfolgte über eine Dampfmaschine. Das Beiwerk Katzenhammer wurde so ausgebaut, dass ab dieser Zeit fotografische Kartons auf einer Kartonmaschine mit Rundsieben produziert wurden. Die Frachtmengen stiegen enorm.
Am 14. Juli 1897 erhielt Blankenstein einen normalspurigen Bahnanschluss von Triptis über Lobenstein. 1901 erhielt diese Linie noch Anschluss an die Bahnstation Marxgrün durch das Höllental, so dass von nun an nach Süden und Norden eine direkte Verladung der Güter ohne Geschirrtransport stattfinden konnte. Die Pferdebahn Blankenstein-Blankenberg wurde weiter mit Pferden betrieben.
Im April 1899 siedelte der jüngste Sohn des Besitzers, Dr. Fritz Wiede, von München nach Rosenthal über und zog 1901 in das Herrenhaus der Papierfabrik Blankenberg. Er kümmerte sich ab diesem Zeitpunkt um die Technologie der Produktion – vor allem auf chemischem Gebiet. Bereits ab dieser Zeit wurde in der Papierfabrik Blankenberg Streichrohpapier hergestellt und in der Streicherei mit Farben aus Glanzweiß, Blancefixe, Kaolin und anderen Stoffen beschichtet. Als Bindemittel dienten Kasein (Käsestoff aus Milch) und Limolin (Kartoffelstärke). Das Endprodukt war also buntbeschichtetes Papier, das anschließend noch über einen Kalander geglättet wurde.

## Die neue Papiermaschine 1900–1945

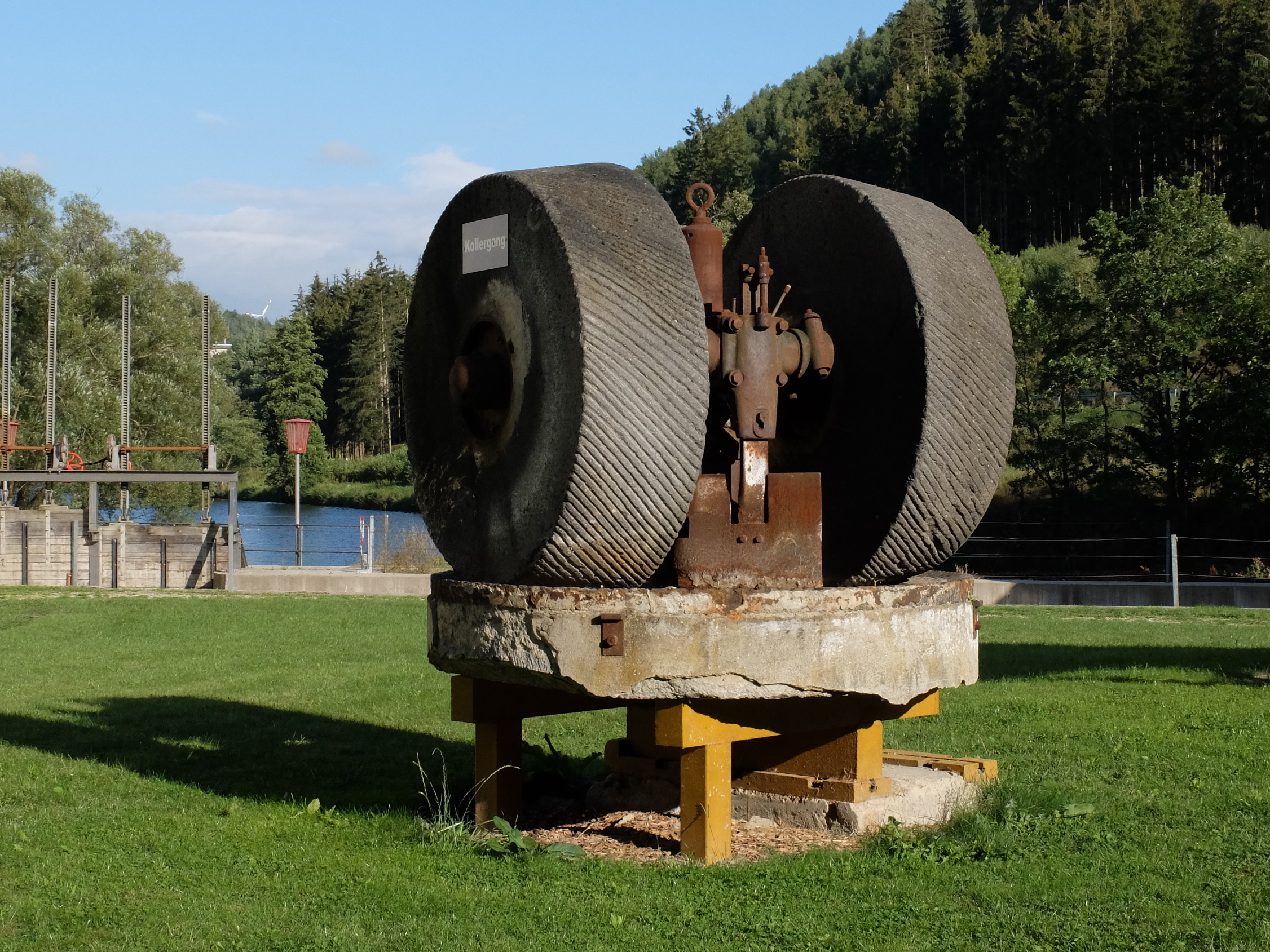
Der Kollergang der alten Papierfabrik Blankenberg

Um die Nachfrage nach dem Papier zu erfüllen, wurde auf der Weltausstellung in Paris im Jahre 1900 eine Papiermaschine der Maschinenfabrik H. Füllner aus Warmbrunn/Schlesien gekauft und bis 1909, am heutigen Standort aufgebaut. Die neue Maschine bestand aus einem Sandfang, drei langsam rotierenden Rundsiebzylindern als Knotenfang, einem Stoffauflauf, einer Siebpartie mit Registerwalzen, einem Fallsauger und fünf Flachsaugern und einer Saugwalze. Das endlose Langsieb war 2,25 Meter breit und 25 Meter lang. Das Siebmaterial bestand aus Phosphorbronze. Weiter bestand die Maschine aus drei Nasspressen, davon eine als Wendepresse. Eine Trockenpartie mit vier Trockengruppen, eine Feuchtglätte, einen Nachtrockner, ein Kühlzylinder, ein Satinierwerk (Glättwerk) und eine Aufrolleinrichtung vervollständigten die Maschine. Um eine stufenlose Regelung der gesamten Maschine zu erreichen, wurde sie von einem Gleichstrommotor angetrieben. Alle Maschinen wurden über Transmissionen, Flachriemen und einem Stahlband angetrieben. Eine Dampfmaschine mit Generator erzeugte den benötigten Strom. Ab 1939/40 erfolgte die Stromversorgung über ein Stromnetz von Blankenstein. Die Dampfmaschine diente dann nur noch zur Notversorgung. Der Notstrom für die Beleuchtung wurde von einer Wasserturbine im Unterwassergraben erzeugt. Bis zum Ende des Zweiten Weltkrieges standen in dieser Fabrik ca. 130 Männer und Frauen in Lohn und Brot.

## Neuanfang nach 1945
Nach Kriegsende begann der mühselige Neuanfang, der Besitzer Wiede wurde enteignet. Die Wiederinbetriebnahme der Fabrik erfolgte 1947 als Volkseigener Betrieb. Die Papierfabrik entging der Demontage durch die sowjetische Besatzungsmacht, weil die technische Ausrüstung als veraltet angesehen wurde. Die Nachkriegsproduktion begann mit Schreib- und Druckpapier, Naturkunstdruck- und Packpapier. Dieser Fertigungszweig wurde nach acht Jahren eingestellt. Danach wurde mit der Herstellung Pergamentrohpapier begonnen. Dies war der Grundstoff für Echt-Pergament, das im Hauptwerk Rosental hergestellt wurde. Dieses diente in der DDR als Butterbrot- und Margarineeinwickelpapier.

## Ende der Papierproduktion
Die Tagesproduktion wurde bis 1993 auf ca. 30 Tonnen gesteigert. Neue Zellstoffsorten mit hoher Reißkraft kamen zum Einsatz, ebenso wurden die Stoffsortierung und Aufbereitung verändert. Nach anfänglicher Ausweitung der Produkte, wurde bis zur Stilllegung 1993 nur noch Pergamentrohpapier und Druckpapier hergestellt.

## Denkmalschutz und Konservierung
Nach der Stilllegung begann der teilweise Abriss. Der ehemalige Papiermacher Werner Langheinrich, Blankenstein, bemühte sich um den Erhalt dieser Fabrikanlage. Letztendlich hatten Einsprüche Erfolg. Der Abriss wurde eingestellt und die Fabrik am 16. September 1994 unter Denkmalschutz gestellt, um bald darauf, am 8. Oktober 1997, an die TLG Treuhand Liegenschafts GmbH übergeben zu werden. Diese hat dann 1998 den Verein Industriearchäologie beauftragt, welcher die Konservierung der Papiermaschine bis 2001 übernahm.

## Abwicklung
Die Treuhand Liegenschafts GmbH suchte nun einen Betreiber und fand diesen nach langem Suchen. Hans-Joachim Landsberg und seine beiden Söhne Cornelius Landsberg und Markus Meltzer zusammen mit einem Betreiber für die Wasserkraftanlage der den kompletten Kaufpreis vorlegte, übernahmen die alte Papierfabrik Blankenberg im Dezember 1999. Diese gründeten im September 2000 den Verein Interessengemeinschaft Unabhängiger Handwerker e. V. der die Erhaltung der denkmalgeschützten alten Papierfabrik Blankenberg übernahm und eine funktionsfähige Ausstellung zum „Anfassen und Mitmachen“ im Bereich Papierherstellung, Handwerk und Industrie aufbauen sollte. 2000 und 2001 war die Fabrik dann wieder der Öffentlichkeit zugänglich. Seit Anfang des Jahres 2005 ist die Papiermaschine auf Anfrage hin zu besichtigen.

## Büttenpapierherstellung ab 2006
Im November 2006 erfolgten durch Mitglieder der IGUH e. V. erste Versuche, wieder Papier herzustellen. Seit Anfang des Jahres 2007 wird kontinuierlich handgeschöpftes Büttenpapier und die sogenannten Blankenberger Herzen in Kleinstauflage hergestellt.

## Denkmalstatus
Im Sommer 2006 wird der verbliebene Denkmalstatus der historisch wertvollen und erhaltenswerten Langsiebpapiermaschine und des sogenannten Gothaer Steuersatzes aberkannt.

## Übernahme durch die Gemeinde Blankenberg

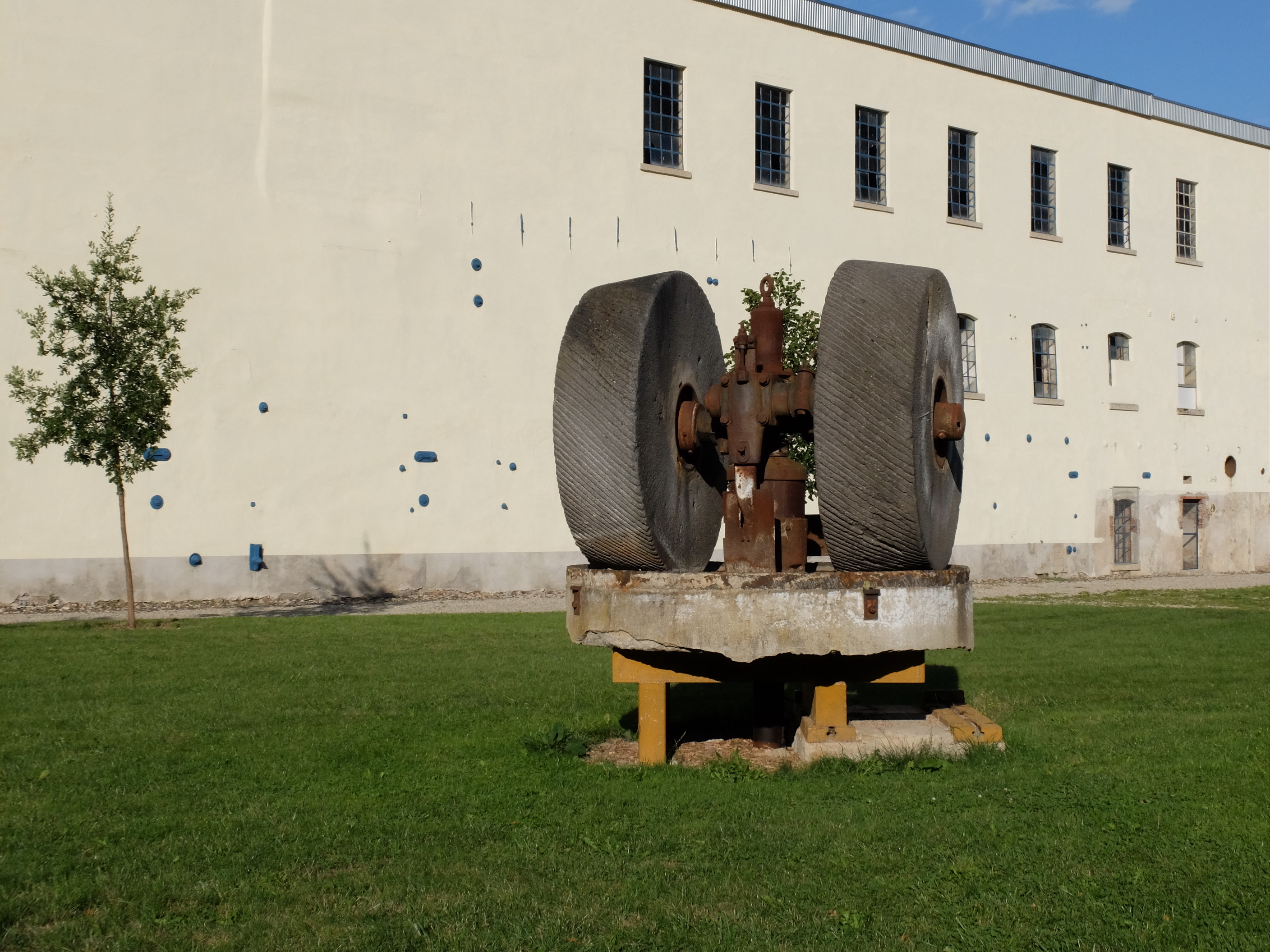
Der Kollergang mit der alten Papierfabrik Blankenberg

Durch die Aberkennung des Denkmalstatus ist jetzt für das gesamte Grundstück, Grundsteuer für die Jahre 2000–2008 rückwirkend vom Grundstückseigentümer zu entrichten. Diese nicht unerhebliche Belastung kann weder der Eigentümer noch der Verein aufbringen. Daher wird zwischen der Gemeinde Blankenberg und der Familie Landsberg/Meltzer ein Notarieller Vertrag zur Übernahme der Alten Papierfabrik Blankenberg geschlossen. Beide Seiten einigen sich darauf, dass die historische Papiermaschine und der historische Steuersatz der Nachwelt erhalten bleibt. Somit hat das jahrelange Ringen der Familie Landsberg/Meltzer und der IGUH e.V. um den Erhalt dieser Langsiebpapiermaschine, welche im Jahr 2009 übrigens 100 Jahre alt wird, letztendlich und auf Umwegen doch noch zum Erfolg geführt.

## Abriss
Seit dem Produktionsende nach der Wende fehlte ein tragfähiges Nutzungskonzept für das Fabrikgelände. Dringend nötige Instandhaltungsmaßnahmen blieben aus. Dies führte zu einem zunehmenden Verfall der Bausubstanz. Große Teile des Gebäudeensembles, darunter die Streicherei, konnten nicht erhalten werden. Seit März 2009 wurden die maroden Gebäudeteile abgerissen und die verbliebenen durch die Gemeinde Blankenberg instand gesetzt.